# Physocephala renschi
Physocephala renschi är en tvåvingeart som beskrevs av Krober 1930. Physocephala renschi ingår i släktet Physocephala och familjen stekelflugor. Inga underarter finns listade i Catalogue of Life.